# Ивановка (Краснодонский район)
Ивановка (укр. Іванівка) — село в Краснодонском районе Луганской области Украины. С 2014 года населённый пункт контролируется самопровозглашённой  Луганской Народной Республикой. Входит в Давыдо-Никольский сельский совет.

## География
Соседние населённые пункты: сёла Давыдо-Никольское на востоке, Кружиловка и Хорошилово на севере, Пархоменко, Новокиевка, Огульчанск на северо-западе, Водоток и Лысое на западе, Белоскелеватое, Габун и Липовое на юго-западе, Радостное и Дружное на юге, Большой Суходол на юго-востоке.

## Общие сведения
Занимает площадь 2 км². Почтовый индекс — 94462. Телефонный код — 6435. Код КОАТУУ — 4421483003.

## Население
Население по переписи 2001 года составляло 211 человек.

## Прославленные уроженцы
В селе родился Герой Советского Союза Алексей Криворученко.

## Местный совет
94460, Луганская обл., Краснодонский р-н, с. Давыдо-Никольское, ул. Комсомольская, 1а.